# Semnopithecus ajax
Semnopithecus ajax (Лангур кашмірський) — примат з роду Semnopithecus родини мавпові.

## Опис
Тонкі, довгохвості тварини. Хутро переважно жовтувато-біле, на спині, кінцівках і хвості має коричневий відтінок. Руки, ступні й безволосе лице темні.

## Поширення
Країни: Індія (Хімачал-Прадеш, Джамму-Кашмір). Цей вид зустрічається в соснових, помірно вологих і альпійських кедрових лісах від 2200 до 4000 м.

## Стиль життя
Листоїдний, денний і в основному деревний вид. Тим не менш, вони часто спускаються на землю. Вони живуть в гаремних групах. Їжа в цих тварин складається в основному з листя, до того вони також споживають соснові шишки, кору і молоді гілки.
Пологи відбуваються з січня по червень, хоча майже половина всіх дітей народжуються в березні. Немовлята віднімаються від грудей в більш старшому віці, ніж більшість з підродини Colobinae, в середньому у 25 місяців, мабуть, у зв'язку з харчовими обмеженнями.

## Загрози та охорона
Основна загроза це руйнування середовища проживання через збезлісення. Загальна чисельність населення оцінюється в менш ніж 250 дорослих тварин.